# Weitenwinterried
Weitenwinterried ist ein Weiler und Ortsteil der Gemeinde Hilgertshausen-Tandern im Landkreis Dachau, der zu Oberbayern in Bayern gehört.

Zu Weitenwinterried gehören auch noch die Einöden Buxberg und Winterried.

## Geographie
Weitenwinterried liegt im Donau-Isar-Hügelland und damit im Unterbayerischen Hügelland, das zum Alpenvorland, einer der Naturräumlichen Haupteinheiten Deutschlands, gehört.
Weitenwinterried liegt ca. 2 km nordwestlich vom Ortszentrum von Tandern und ca. 5 westnordwestlich von Hilgertshausen entfernt. Buxberg liegt ca. 600 m westlich und Winterried ca. 300 m nördlich von Weitenwinterried.
Durch Weitenwinterried verläuft in nordwest-südöstlicher Richtung die Kreisstraße DAH 8 als Fortsetzung der Kreisstraße AIC 2 aus Allenberg nach Tandern.

## Geschichte
Weitenwinterried und Winterried gehören zur katholischen Pfarrei Sankt Peter und Paul in Tandern, Buxberg zur katholischen Pfarrei Sankt Peter und Paul in Randelsried.
Bis zum 1. Juli 1972 gehörten Weitenwinterried, Winterried und Buxberg zur selbstständigen Gemeinde Randelsried im Landkreis Aichach. An jenem Tag wurde die Gemeinde dem neugegründeten Landkreis Dachau zugeschlagen. Am 1. Januar 1976 wurde Randelsried als Gemeinde zerschlagen und aufgeteilt. Weitenwinterried, Winterried und Buxberg kamen dabei nach Tandern.